# Zero Hedge
Zero Hedge è un blog anonimo statunitense su argomenti di finanza e geopolitica, in lingua inglese, fondato nel 2009. Il sito, il cui dominio è registrato in Bulgaria, aggrega notizie e presenta opinioni editoriali da fonti sia originali sia esterne, finanziandosi con gli introiti pubblicitari che gli derivano dal traffico web prodotto dai visitatori.

## Struttura e contenuti
La sezione del sito dedicata alle notizie è scritta da un gruppo di redattori che agiscono dietro anonimato, firmandosi con lo pseudonimo collettivo di "Tyler Durden" (nome ispirato a un personaggio del romanzo Fight Club di Chuck Palahniuk e dell'omonimo film del 1999, in cui era interpretato da Brad Pitt). Le identità segrete degli autori sono state in parte svelate nel 2015, quando uno di loro, rivelatosi come Colin Lokey, ha abbandonato la redazione per contrasti sulla piega politica imposta al sito e ha deciso di violare il vincolo di riservatezza.
I contenuti di Zero Hedge, che vertono su temi di economia e finanza, geopolitica, politica energetica e internazionale, sono stati classificati come anti-establishment, complottisti e improntati a pessimismo economico. Il sito ha ricevuto critiche per l'espressione di visioni estremiste e a volte filo-russe.
Dopo aver abbandonato il sito, Colin Lokey ha motivato il suo gesto con il dissenso rispetto alla deriva assunta dalla linea editoriale del sito web, che, secondo lui, si era orientata troppo verso il clickbait e si era sbilanciata in favore di Hezbollah, di Vladimir Putin e della politica russa, di Bashar al-Assad, della politica iraniana, di quella cinese, e si era progressivamente allineata sulle posizioni di Donald Trump.

## Storia e paternità
Zero Hedge è stato fondato nel 2009. Secondo il Boston Business Journal, il sito web "pubblica notizie e opinioni di materia finanziaria, sia aggregate sia originali", provenienti da una platea di autori "che sembrano sbucare dall'industria finanziaria". I post sul blog sono pubblicati sotto la firma "Tyler Durden", un personaggio letterario e cinematografico del libro Fight Club e del relativo film.
Nel 2009, poco dopo la fondazione, alcuni reportage giornalistici identificavano come fondatore del sito un certo Daniel Ivandjiiski, un finanziere di origine bulgara, ex analista di hedge fund, che nel 2008 aveva subito l'allontanamento dal settore finanziario per insider trading, su decisione della Financial Industry Regulatory Authority (FINRA). Le stesse notizie affermavano che "Durden" era lo pseudonimo dello stesso Ivandjiiski. Uno dei contributori, parlando con il magazine New York in un'intervista organizzata da Ivandjiiski, spiegò che erano quasi una quarantina le persone che avevano potuto pubblicare sul sito sotto lo pseudonimo "Durden". Zero Hedge è registrato in Bulgaria allo stesso indirizzo di Strogo Sekretno (Top Secret), un sito gestito da Krassimir Ivandjiiski, padre del fondatore di Zero Hedge Zero Hedge è registrato a nome di Georgi Georgiev, socio in affari di Krassimir Ivandjiiski.
Nell'aprile 2016, Bloomberg News riportò l'identificazione degli autori nascosti dietro lo pseudonimo "Durden": oltre a Ivandjiiski, veniva citato Tim Backshall (stratega di strumenti derivati sul rischio di credito) e Colin Lokey. Quest'ultimo, entrato dopo gli altri, ha confermato il proprio ruolo, e quello degli altri due, nel momento in cui ha abbandonato la redazione del sito Ivandjiiski stesso ha poi confermato che i tre "erano stati gli unici Tyler Durdens a libro paga" da quando era stato assunto Lokey. Colin Lokey ha poi rivelato che nel suo lavoro subiva pressione perché gli argomenti fossero inquadrati in un modo che egli percepiva come "falso", secondo istanze politiche possono essere sintetizzate con "Russia = bene. Barack Obama = idiota. Bashar al-Assad = leader illuminato. John Kerry = somaro. Vladimir Putin = il più grande leader nella storia dell'arte di governo". In risposta a queste dichiarazioni, il fondatore del sito, Daniel Ivandjiiski, ha dichiarato che Lokey poteva scrivere "su qualunque cosa, direttamente, senza che nessuno se ne occupasse" Sui motivi dell'abbandono, Lokey ha detto: "Non posso essere 24 ore su 24 un cheerleader di Hezbollah, Mosca. Teheran, Pechino e Trump. È sbagliato. Punto. Capisco che il sito attira visitatori, ma questo ucciderà il marchio sul lungo termine". Citando Ivandjiiski, ha aggiunto: "Questa non è una rivoluzione, Questa è una pagliacciata".

## Finanziamento
L'uscita di Colin Lokey dal collettivo di redazione ha permesso di conoscere alcune notizie circa il finanziamento del sito. Lokey ha dichiarato di aver ricevuto da Zero Hedge un risarcimento di oltre 100.000 $ nel 2015, ma che il suo allontanamento volontario verteva sul disaccordo con la visione editoriale del sito. Lokey ha espresso la sua insoddisfazione per una deriva che ha portato Zero Hedge a orientarsi verso il clickbait ma anche per il suo orientamento pro-Hezbollah, pro-Putin e pro-politica russa, in favore di Bashar al-Assad, dell'Iran, della Cina, e vicino alle posizioni di Donald Trump Il fondatore, Danile Ivandjiiski, ha difeso il blog, dicendo che Zero Hedge è stato da sempre concepito come un sito con fini di lucro è ha criticato Lokey per aver diffuso pubblici commenti.
Riguardo alle entrate finanziarie, Ivandjiiski ha dichiarato che il blog genera introiti grazie alla pubblicità online legata al traffico dei visitatori.

## Visitatori, visione e posizioni politiche
Dal mese di settembre 2009 Zero Hedge ha iniziato a movimentare più traffico in rete di alcuni ben affermati blog finanziari. Quell'anno, Quantcast ha riferito che erano passati sul blog 333.000 visitatori unici al mese. Senza rivelare la sua identità, Ivandjiiski, sotto il nome di Tyler Durden, concesse un'intervista trasmessa da Bloomberg Radio, mentre Zero Hedge veniva citato nella Columbia Journalism Review. Matt Taibbi ha citato Zero Hedge per la valutazione accurata del livello di corruzione del sistema bancario, interrogandosi sul perché i principali mass media non avessero rilevato prima la corruzione in Goldman Sachs. Nel 2011, The New York Times ha descritto Zero Hedge "un blog colto e discutibile".".
Nel mese di dicembre 2012, Bank of America, che in passato aveva ricevuto critiche dal blog, tolse ai propri dipendenti l'accesso a Zero Hedge attraverso i suoi server. 
CNNMoney ha descritto il sito come portatore di "una visione del mondo profondamente complottista, anti-establishment e pessimistica". I giornalisti finanziari Felix Salmon e Justin Fox hanno riassunto il carattere del sito come cospirazionista. Fox ha descritto Ivandjiiski come "un reporter investigativo incredibilmente ostinato" e gli ha riconosciuto il merito di esser riuscito a trasformare l'high-frequency trading "in una grande questione politica", ma ha anche definito la maggior parte dei contenuti del sito web come "fesserie raffazzonate", quantunque con qualche "spigolatura di verità". Tim Worstall ha descritto il sito come una fonte di isteria e, a volte, di informazione fuorviante. Bloomberg Markets ha osservato, nel 2016, come, a partire dalla sua fondazione nel bel mezzo della crisi finanziaria del 2007, "Zero Hedge, da blog, è cresciuto fino a divenire una potenza del Web. Spesso diffidente dell'establishment e quasi sempre bearish (ribassista, tranne per le quotazioni dell'oro e di altri metalli preziosi, n.d.r.), è noto per il proporre una visione del mondo sempre pessimista. Articoli con titoli come Stocks Are In a Far More Precarious State Than Was Ever Truly Believed Possible e America's Entitled (And Doomed) Upper Middle Class non sono rari.
L'economista e premio Nobel Paul Krugman, editorialista del New York Times, descrive Zero Hedge come uno sfogo di allarmismo che promuove la paura dell'iperinflazione e una forma '"ovviamente assurda" di "falchismo monetario". Krugman ha definito "appropriato disprezzo" quello con cui Bill McBride, del blog economico Calculated Risk, ha trattato Zero Hedge. Craig Pirrong, professore al Bauer College of Business, indica che "ho spesso scritto che Zero Hedge ha il modus operandi di un'operazione di Agit-Prop sovietica, che fa da fedele megafono alla propaganda russa: il mio primo articolo su questo, quasi tre anni fa, sottolineava il parallelo tra Zero Hedge e Russia Today."